# Claude M. Butlin
Claude M. Butlin (* 17. April 1877; † unbekannt), manchmal auch als Charles M. Butlin oder als Claudio M. Butlin aufgeführt, war ein Sportler in Mexiko, der sowohl im Fußball als auch im Tennis und Golf große Erfolge feierte.

## Biografie
Ein gewisser C.M. Butlin, dessen Nationalität mal mit englisch und mal mit französisch angegeben ist, wird in den Annalen des mexikanischen Fußballs als Spielertrainer der Meistermannschaft des Mexico Cricket Club 1903/04 mit dem Vornamen Claude und in späteren Jahren (1906 bis 1912) als Spieler der Meistermannschaften des Reforma AC mit dem Erstnamen Charles erwähnt. Vermutlich handelt es sich hierbei um dieselbe Person.
Im selben Zeitraum wurde Claude M. Butlin am 18. April 1908 durch einen 8:7, 11:9 und 6:2-Finalsieg gegen Harvey McQuiston erster Rasentennismeister von Mexiko. Zwischen 1925 und 1927 spielte Butlin im Davis Cup und war der erste Spieler, der bei diesem Turnier für Mexiko gewann.
In den 1920er Jahren war Claude M. Butlin außerdem ein erfolgreicher Golfspieler, der insgesamt fünfmal Meister von Mexiko wurde: dreimal (1920, 1921 und 1924) gewann er die zu jener Zeit noch inoffizielle Meisterschaft, bevor 1926 und 1927 noch zwei offizielle Meistertitel folgten. In den Annalen des mexikanischen Golfsports ist er zu jener Zeit bereits mit mexikanischem Vornamen ausgestattet und wird als Claudio M. Butlin erwähnt.